# Трофеи в войне в Грузии (2008)

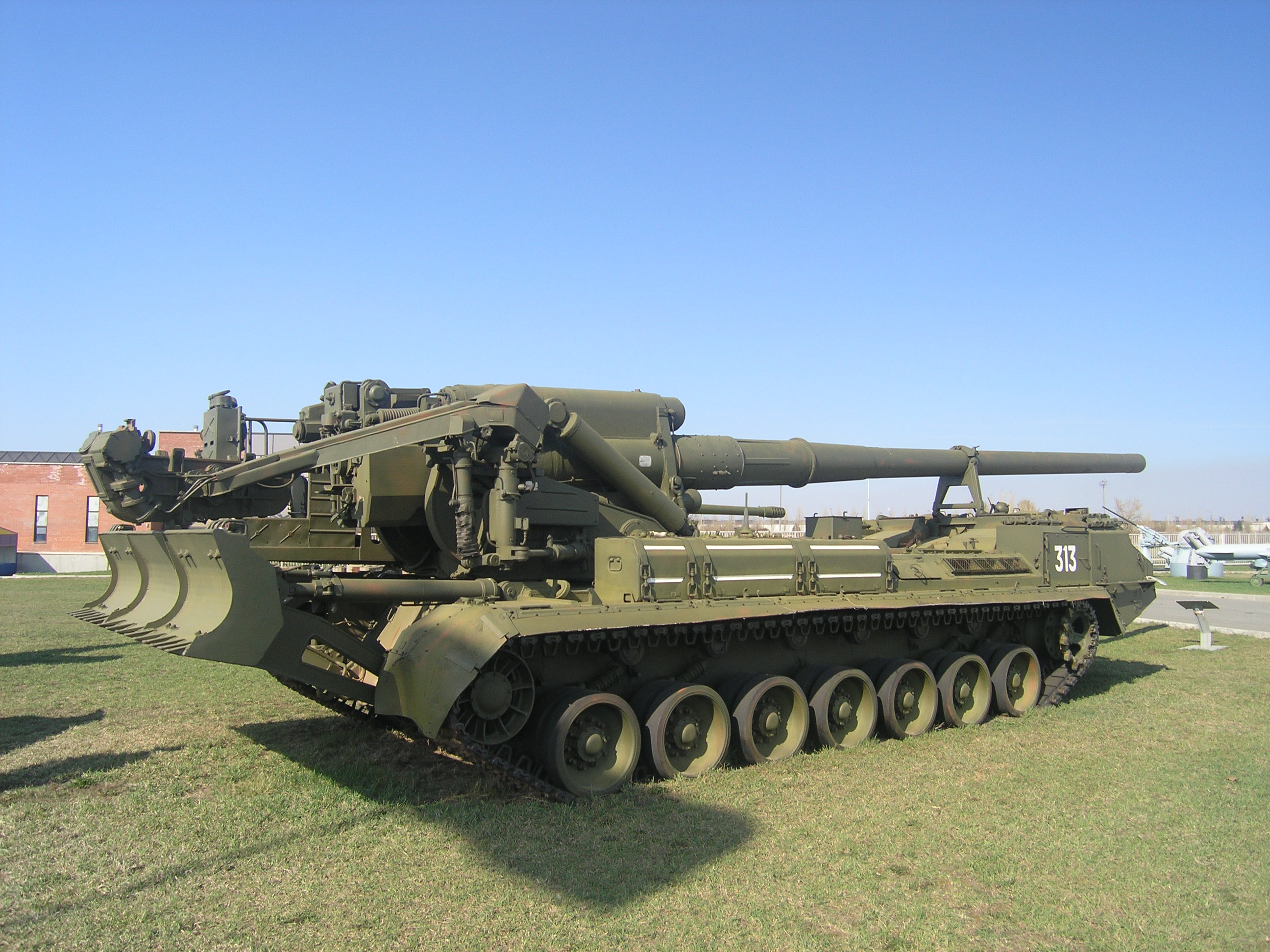
Самоходная артиллерийская установка 2С7 «Пион»

В ходе войны в Грузии в августе 2008 года российскими войсками и вооружёнными силами Абхазии было захвачено значительное количество военной техники, вооружения, боеприпасов и иного военного имущества вооружённых сил Грузии и министерства внутренних дел Грузии.

## Трофеи России

### Трофейное вооружение и имущество Грузии
Согласно официальным данным Министерства обороны РФ, в числе трофеев оказались до 150 единиц бронетехники, в том числе 65 танков Т-72 (44 исправных и 21 неисправный, выведенный из строя либо уничтоженный), батарея ЗРК «Бук» (две самоходных огневых установки с антенными комплексами и две пускозаряжающие установки), 5 самоходных артиллерийских установок 2С7 «Пион», три или четыре самоходные гаубицы «Дана», 15 БМП-2, пять ЗРК «ОСА», несколько бронетранспортёров, шесть турецких броневиков «Кобра», МТЛБ и образцы инженерной техники (один тягач БТС-5 и один механизированный мост М-ТТ), а также семь гаубиц Д-30, два 100-мм противотанковых орудия 2А19М, два 85-мм орудия Д-44, пять 82-мм миномётов, автомашины (20 грузовиков, 12 вездеходов «лендровер», один пикап «додж» и один вездеход M1025A1), до 4000 единиц стрелкового оружия (в том числе, три ПЗРК, 28 шт. 40-мм автоматических гранатомётов М-40, по меньшей мере один ручной шестиствольный гранатомёт «Лавина»; пулемёты «Негев», по меньшей мере один пулемёт ПК болгарского производства, 764 американских автоматов (автоматические винтовки М-16А2, карабины М4 и «Bushmaster XM-15»), несколько немецких автоматов HK G36, 754 автомата АК-74, советские автоматы АКМ и АК-47, 7,62-мм автоматы Калашникова румынского и чешского производства, пистолеты ПМ, а также небольшое количество пистолетов CZ-75, «глок» и «кольт») и несколько тонн боеприпасов (в том числе, артиллерийские снаряды, выстрелы к гранатомётам РПГ-7 и около пяти миллионов патронов), а также ручные гранаты: РГД-5, Ф-1 и гранаты американского и грузинского производства.
Часть трофеев (в частности, более 2000 единиц стрелкового оружия) была захвачена на грузинских военных базах.
- На военной базе в Гори было захвачено 15 модернизированных Т-72-SIM-1, несколько десятков бронированных машин и артиллерийских систем вместе с боеприпасами. Часть боеприпасов была уничтожена, часть вывезена за пределы Грузии[4].
- С военной базы в Сенаки было вывезено 1728 единиц стрелкового оружия (в том числе 764 американских автоматов М-16А2[3], М4[1] и «Bushmaster XM-15»[11], 28 американских пулемётов и 754 автомата АК)[1], а также две установки РК «Бук» и ракеты к ним[5].
- в порту Поти были захвачены американские штурмовые резиновые лодки[14] — 15 скоростных катеров «Sea Doo» и десантных пластиково-надувных катеров «Black Shark»[15]

Кроме того, были захвачены два боевых знамени грузинской армии (знамя 11-го батальона лёгкой пехоты и знамя 21-го отдельного сапёрного батальона), средства связи и ведения разведки, штабные документы, мобильные электростанции иностранного производства, предметы униформы, экипировки и снаряжения (приборы ночного видения, бронежилеты израильского, украинского и грузинского производства, армейские каски PASGT, камуфляж, разгрузочные жилеты, армейские ботинки, спальные мешки, котелки, шерстяные одеяла, фляги, сапёрные лопатки, армейские сухие пайки турецкого производства и полевые аптечки).

#### Автомашины и техника США
18 августа 2008 года в районе порта Поти российскими военнослужащими были остановлены пять бронеавтомобилей M1151 и М1152. В четырёх машинах находились 20 вооружённых сотрудников пограничной полиции Грузии, которые сообщили, что они «приехали в порт забрать контейнеры с гуманитарной помощью от США». Машины были изъяты, поскольку в них находились автоматы Калашникова, принадлежавшие сотрудникам пограничной полиции Грузии и другое оружие. По свидетельству очевидцев, машины были практически новые — 2007 года выпуска, не более 400 км на счётчике одометра, с наклейками «US Property». Автомашины принадлежали корпусу морской пехоты США, вместе с ними в порту были изъяты два транспортных контейнера с военным имуществом вооружённых сил США.
США неоднократно требовали от России вернуть технику:
- уже 19 августа 2008 года США призвали Россию «вернуть американскую военную технику»[25]. В тот день возвратить технику требовал официальный представитель Белого дома Гордон Джондро[26].
- 21-22 августа 2008 года с требованием возврата техники выступили официальный представитель Пентагона Брайан Уитмэн и официальный представитель госдепартамента Роберт Вуд[27].
- 27 августа 2008 года на встрече с репортёрами командующий корпусом морской пехоты США генерал Джеймс Конуэй заявил, что четыре автомобиля «хаммер» были обычными, и один бронированным. Он также сообщил, что «ни в одном из HMMWV не было ничего наподобие секретного оборудования спутниковой связи; там вообще не было радио, там была только стандартная радиофурнитура». Официальный представитель Пентагона Брайан Уитмэн заявил, что в порту Поти «российские военные вскрыли два крупных грузовых контейнера» и «прикарманили их содержимое». По словам Уитмэна, один из контейнеров принадлежал морской пехоте (как и пять автомобилей Humvee), но он не знает, кому принадлежал второй контейнер. По его словам, оборудование, обладающее высокой ценностью для разведки, скомпрометировано не было, но он не знает до конца, что именно перешло в распоряжение войск РФ: «Мы не можем сказать, что было в контейнерах, и мы ещё не завершили оценку, однако ни один из них не содержал секретных предметов»[28].
- в начале октября 2008 года с заявлением о том, что Россия не вернула «хаммеры» выступил официальный представитель госдепартамента США Шон Маккормак[29].

В возврате техники США было отказано. Представители Генштаба РФ связали озабоченность американцев судьбой автомобилей с «наличием в этих автомобилях определённой аппаратуры» (система точной расшифровки сигнала спутниковой навигации GPS, система распознавания «свой-чужой», средства закрытой радиосвязи и разведки). «Над „начинкой“ мы работаем. Пока рано ещё что-то конкретное докладывать. Дело это кропотливое и не терпит суеты» —  ответил на просьбу прокомментировать сообщения о том, что в «Хаммерах» было разведоборудование замначальника Генштаба ВС РФ генерал-полковник А. А. Ноговицын.

### Судьба трофеев

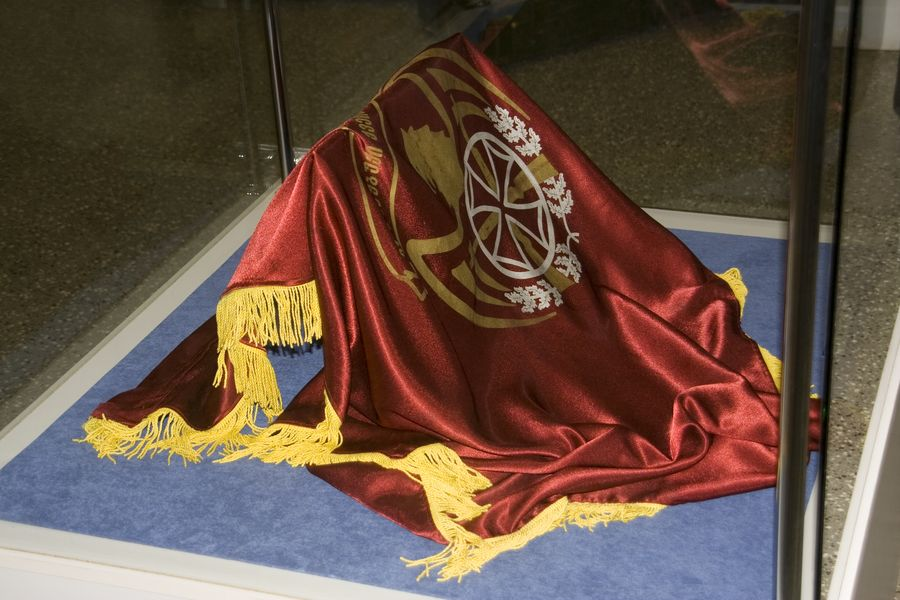
Знамя 21−го батальона лёгкой пехоты грузинской армии, выставленное в ЦМВС

44 из 65 трофейных танков Т-72 являлись полностью исправными и были переданы в войска, ещё два передали Южной Осетии, остальные 19 были уничтожены. Однако позднее, в июне 2009 года начальник Генштаба Н. Е. Макаров сообщил, что захваченная техника не была принята на вооружение, а была использована для экспертной оценки модернизации советской техники по западным технологиям.
После окончания войны трофейное вооружение и военная техника были размещены на складе в Цхинвали. 23 августа 2008 на складе произошёл взрыв.
В дальнейшем почти все трофейные штурмовые винтовки, карабины и гранатометы были утилизированы; большая часть техники была направлена для исследований в НИИ Министерства обороны. Также в НИИ Минобороны были отправлены мобильные электростанции иностранного производства, которые забрали у грузин. Известно, что значительная часть работоспособных образцов (в первую очередь, это была инженерная техника) попала в 15-й Центральный НИИ им. Карбышева, который расположен в подмосковном Нахабино, остальное было распределено по другим профильным НИИ. Другую часть трофейного оружия показали на «выставке победителей» в Абхазии, а затем сдали в музей в Кубинке.
Четыре из пяти захваченных 203-мм самоходных гаубиц 2С7 были взорваны.
В сентябре 2008 года около 300 экспонатов — более 20 единиц трофейной техники, вооружение, снаряжение и иное военное имущество были выставлены на экспозиции в Центральном музее Вооружённых Сил в Москве, а также в музее бронетехники в Кубинке. В дальнейшем трофеи демонстрировали и в других городах России.
Кроме того, ещё некоторое количество трофеев находится в музее 106-й гвардейской воздушно-десантной дивизии.

## Трофеи Абхазии
Армия Абхазии вытеснила подразделения грузинской армии из верхней части Кодорского ущелья. На эту операцию ушло меньше суток.
Как заявил начальник Генштаба вооружённых сил Абхазии, генерал Анатолий Зайцев, в ущелье были обнаружены 120-мм и 82-мм миномёты, 122-мм гаубицы, реактивные установки залпового огня «Град», 100-мм пушки, системы противовоздушной обороны и более тысячи единиц автоматического оружия советского и иностранного производства (в частности, оружие румынского и американского производства). Позднее он заявил на пресс-конференции в Сухуми, что «из верхней части Кодорского ущелья вывезено 36 большегрузных „КамАЗов“ с оружием и боеприпасами… количество боеприпасов для стрелкового оружия, оставленного грузинскими войсками в Кодорском ущелье, исчисляется миллионами, а различных снарядов — десятками тысяч» и что это ещё не все трофеи.
В дальнейшем заместитель министра обороны Абхазии Гарри Купалба заявил, что после операции было уничтожено около 2,5 тыс. единиц стрелкового оружия и примерно столько же взято в качестве трофеев — в основном стрелковое оружие советского производства: автоматы АКМ, АКС, АКС-74У, снайперские винтовки СВД, а также большое количество винтовок американского производства. Из тяжёлого вооружения абхазские военные обнаружили две гаубицы Д-30, две установки реактивного залпового огня «Град», пушки Д-44, два тягача МТЛБ, две зенитные установки ЗУ-23-2. Кроме того, было изъято значительное количество боеприпасов.
Трофеями Абхазии стали шесть гаубиц Д-30, батарея которых была развёрнута у села Будзгур; кроме того, уже после окончания боевых действий в селе Ажара был обнаружен склад миномётных мин, который находился в одном из домов села.

## Трофеи Южной Осетии
Два трофейных Т-72 (один Т-72 и один Т-72 SIM1) используются армией Южной Осетии.
Как заявил президент Южной Осетии Эдуард Кокойты, «в руках у Южной Осетии оказались ценнейшие военные трофеи, в том числе жёсткий диск с компьютера грузинской разведки с секретной информацией, с помощью которого властям независимой республики стало известно о том, „кто работал на грузин, кому и сколько они платили, как вербовали своих агентов“»